# 永和 (东晋)
永和（345年-356年）是东晋皇帝晉穆帝司馬聃的第一个年号，共计12年。奉东晋正朔的朝鲜地区至少用至永和十三年。

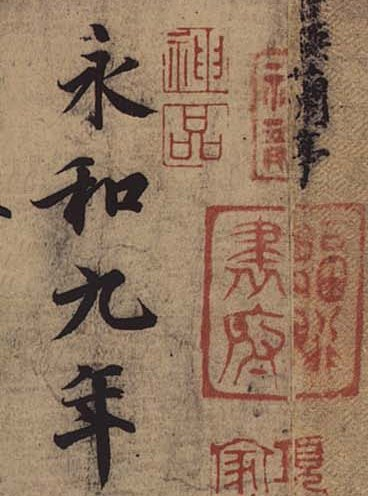
东晋穆帝永和九年(353年)三月三日，王羲之与孙绰、谢安、王蕴、支遁等名士，及其子王凝之、王徽之等四十一人， 于兰亭宴集修禊，饮酒赋诗，王羲之并为诗集作序

## 纪年
| 永和 | 元年   | 二年   | 三年   | 四年  | 五年  | 六年  | 七年  | 八年  | 九年  | 十年  |  |
| ---- | ------ | ------ | ------ | ----- | ----- | ----- | ----- | ----- | ----- | ----- |  |
| 公元 | 345年  | 346年  | 347年  | 348年 | 349年 | 350年 | 351年 | 352年 | 353年 | 354年 |  |
| 干支 | 乙巳   | 丙午   | 丁未   | 戊申  | 己酉  | 庚戌  | 辛亥  | 壬子  | 癸丑  | 甲寅  |  |
| 永和 | 十一年 | 十二年 | 十三年 |       |       |       |       |       |       |       |  |
| 公元 | 355年  | 356年  | 357年  |       |       |       |       |       |       |       |  |
| 干支 | 乙卯   | 丙辰   | 丁巳   |       |       |       |       |       |       |       |  |

## 参看
- 中国年号索引
- 其他时期使用永和的年号
- 同一时期存在的其他政权的年号
  - 建兴：前凉政权年号
  - 和平（354年-355年九月）：前凉政权张祚年号
  - 太和（344年-346年九月）：成汉政权李势年号
  - 嘉宁（346年十月-347年三月）：成汉政权李势年号
  - 建武（335年-348年）：后赵政权石虎年号
  - 太宁（349年）：后赵政权石虎年号
  - 青龙（350年正月-闰二月）：后赵政权石鉴年号
  - 永宁（350年三月-351年四月）：后赵政权石袛年号
  - 永兴（350年闰二月-352年四月）：冉魏政权冉闵年号
  - 元玺（352年十一月-357年正月）：前燕政权慕容儁年号
  - 皇始（351年-355年五月）：前秦政权苻健年号
  - 寿光（355年六月-357年五月）：前秦政权苻生年号
  - 建昌（352年正月-五月）：张琚自立年号
  - 建国（338年十一月-376年）：代政权拓跋什翼犍年号

| 前一年號： 建元 | 中国年号 | 下一年號： 升平 |